# Vévodský palác Vila Viçosa
Vévodský palác Vila Viçosa (Paço Ducal de Vila Viçosa) je královský palác v Nossa Senhora da Conceição, části portugalské obce Vila Viçosa v regionu Alentejo, asi 150 km východně od Lisabonu. Po staletí byl sídlem rodu Braganza, jednoho z nejvýznamnějších šlechtických rodů v Portugalsku. Braganzové vládli Portugalskému království od roku 1640 až do roku 1910, kdy byl král Manuel II., tehdejší hlava rodu, sesazen revolucí 5. října 1910, která zavedla republikánské zřízení.

## Dějiny

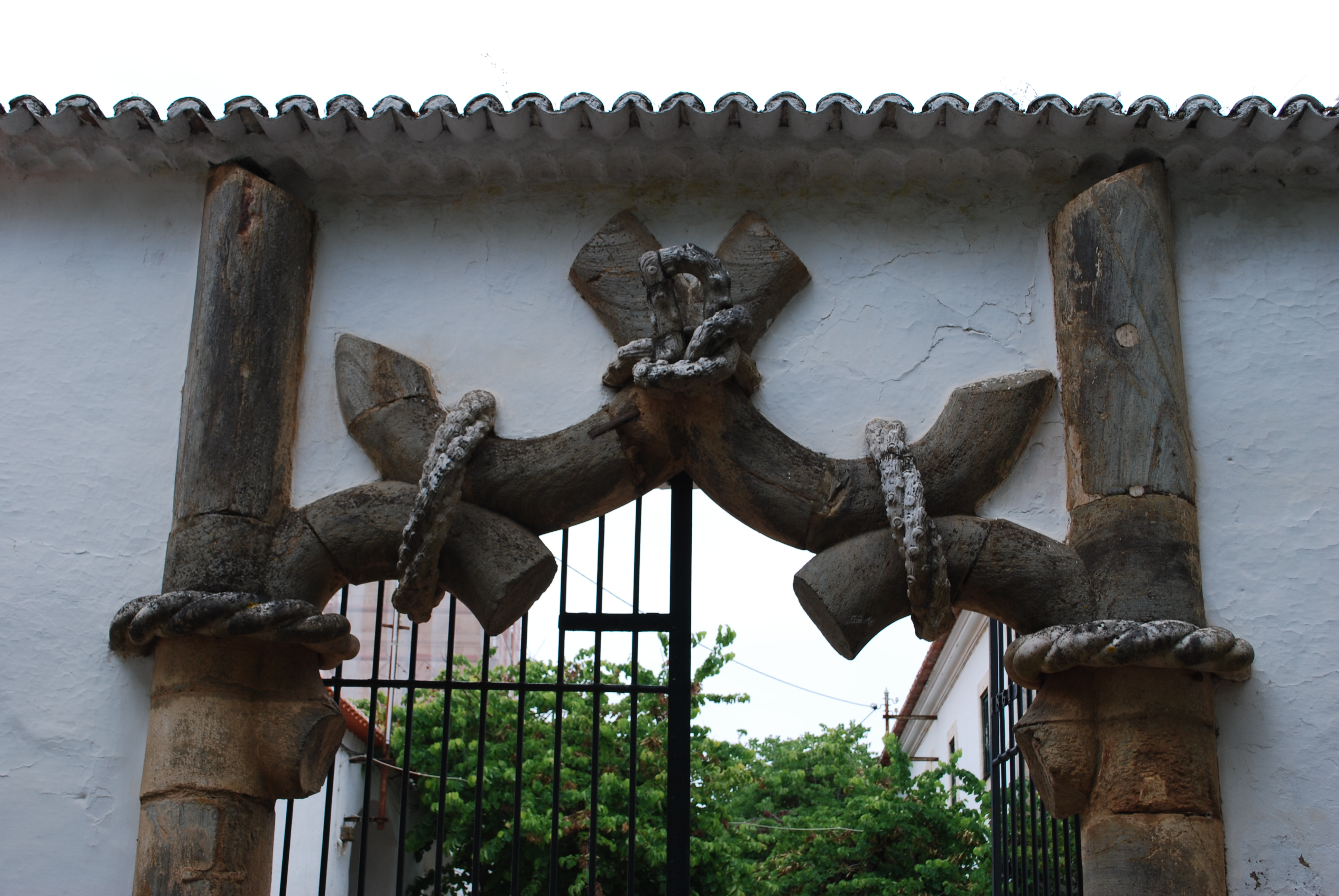
Ukázka manuelského slohu původního paláce před přestavbou

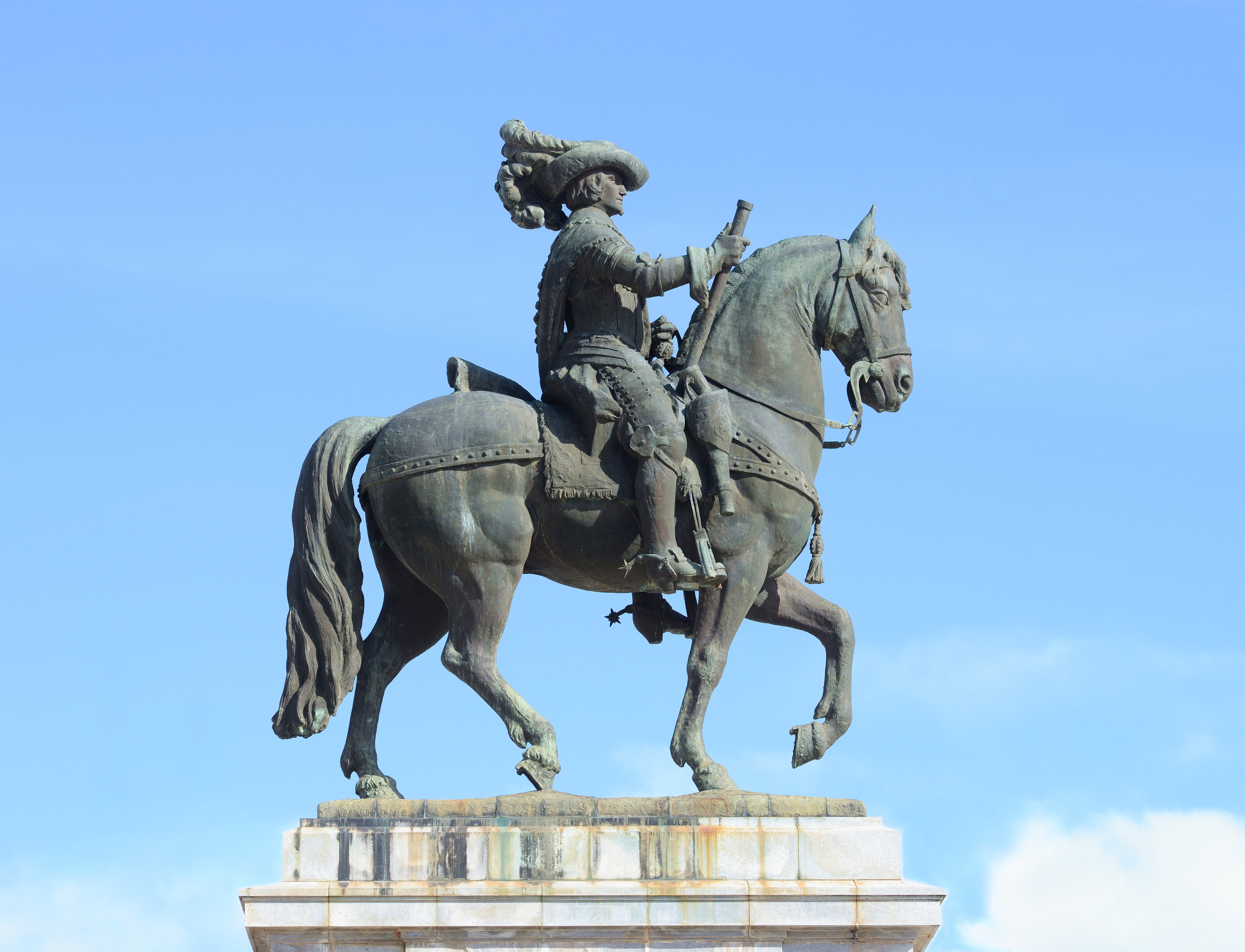
João I., šestý vévoda z Braganzy

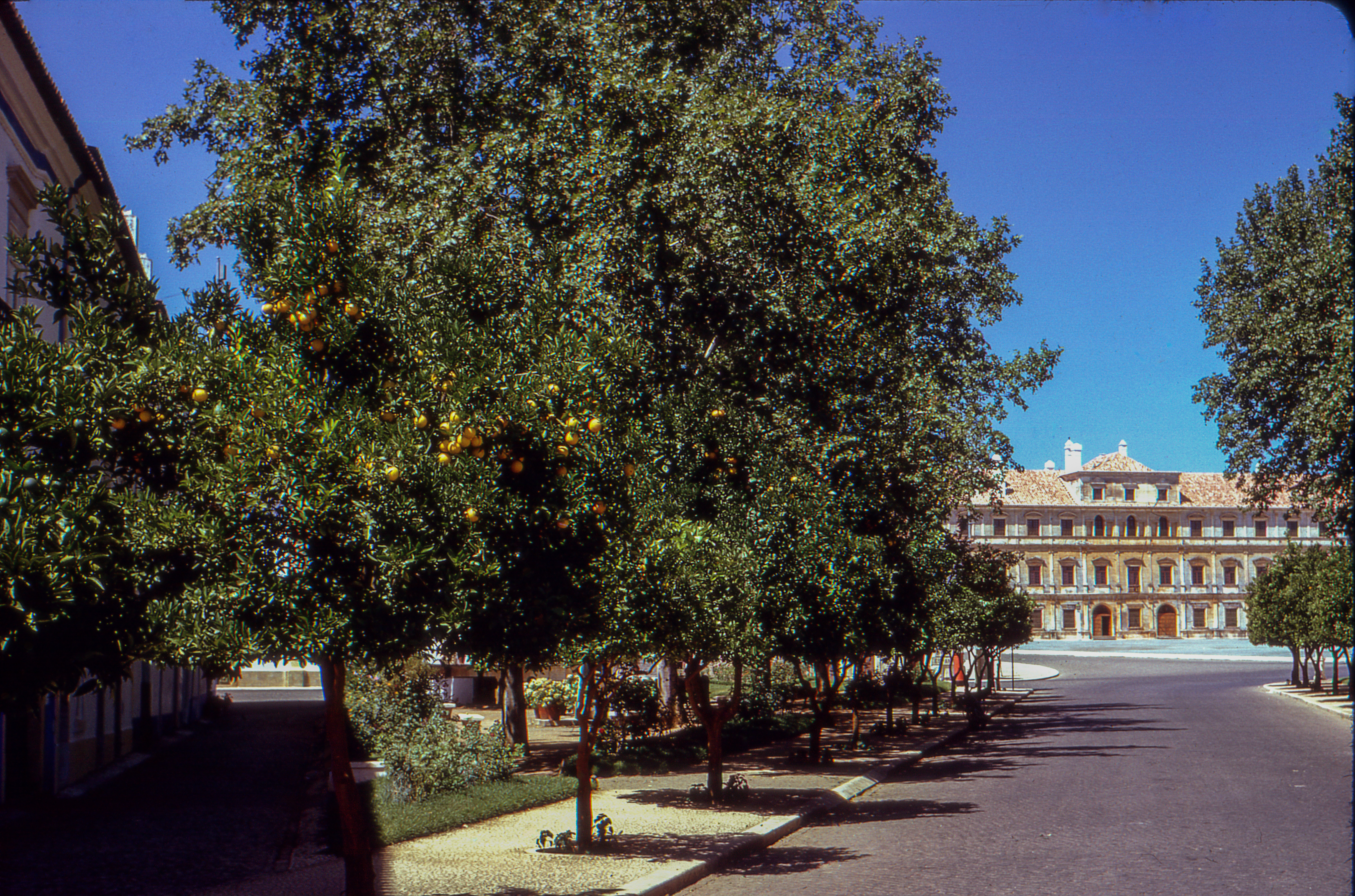
Stromořadí vedoucí k paláci

Vila Viçosa se stala lénem vévodů z Braganzy, když Fernando I. z Braganzy nastoupil po svém otci Alfonsovi a od svého děda Nuna Álvarese Pereiry získal titul hraběte z Arraiolos. Fernando I. se usídlil v původním hradu Vila Viçosa. Po popravě jeho syna Fernanda II. z Braganzy za velezradu na příkaz krále Jana II. v roce 1483 však rodina odešla do exilu v Kastilii. Když se po smrti krále Jana II. v roce 1495 vrátila zpět, získala své dědičné pozemky, ale Jaime, čtvrtý vévoda z Braganzy (nástupce Fernanda II.) odmítl bydlet na hradě Vila Viçosa kvůli jeho spojení se zradou a vraždou jeho otce.
Stavba vévodského paláce začala za vévody Jaimeho mezi lety 1501 a 1502. Palác byl postaven v Horta do Reguengo za hradbami středověkého města, v oblasti charakterizované rozsáhlými olivovými háji a dostatkem vody, a podobal se jiným šlechtickým sídlům regionu, jako jsou Sempre Noiva nebo Paço de Alvito. Rod Braganzů postupně znovu získal svou moc a bohatství díky blízkému příbuzenství vévody Jaimeho s královskou rodinou (byl synovcem krále Manuela I.) a díky jeho úsilí o usmíření mezi šlechtici. Vévoda Jaime velel vítězné výpravě do Azamoru v roce 1513 a po získání královského odpuštění zvětšil rodové bohatství a mohl si postavit honosný palác.
V roce 1535 byl Teodósio I., vévoda z Braganzy jmenován konetáblem království. Podařilo se mu dojednat sňatek své sestry Isabely z Braganzy s Duartem, vévodou z Guimarães, bratrem krále Jana III., čímž upevnil spojení s královskou rodinou. Kvůli potřebě připravit palác pro oslavy královské svatby postavil Teodósio I. impozantní mramorovou fasádu v italském stylu. V roce 1558 pak vybudoval Hudební sál. Jak uvedl Rafael Moreira (1997), budova byla původně navržena a vyzdobena v manuelském slohu, pak byla spolu s přilehlými budovami přestavěna v klasickém duchu a bylo rozšířeno nádvoří před palácem. Tato rozsáhlá přestavba se inspirovala Palácem Ribeira v Lisabonu a proběhla v roce 1566 za Joãa I., šestého vévody z Braganzy.
Sedmý vévoda Teodósio II. zahájil v roce 1583 velké práce na klasicky pojatém průčelí, které byly dokončeny v roce 1635 za vlády krále Jana IV., bývalého vévody z Braganzy. V roce 1602 se Teodósio II. oženil se španělskou šlechtičnou Anou de Velasco y Girón. Na památku sňatku byla do Velkého sálu (Sala Grande) instalována azulejová kompozice od Fernanda Loyazy, známá jako Talavera de la Reina. Projekt klasického průčelí zahájil královský architekt Nicolau de Frias, později se připojili Pedro Vaz Pereira a Manuel Pereira Alvenéo. Monumentální průčelí bylo navrženo v manýristickém stylu ve dvou podlažích, jedním s toskánskými hlavicemi a druhým s iónskými hlavicemi sloupů. Později, v roce 1610, začala výstavba třetího podlaží.
Kolem roku 1611 byl v Sále Medúzy (Sala de Medusa) navržen a postaven krb podle návrhu Pêra Vaze Pereiry. Po nástupu Joãa II., osmého vévody z Braganzy, na portugalský trůn jakožto krále Jana IV. v roce 1640 palác ztratil význam stálé rezidence vévodů z Braganzy.
Další změna paláce proběhla v 18. století instalací varhan v kapli. V roce 1716 zahájil menší úpravy král Jan V. Později, v roce 1762 za královny Marie I., začala výstavba hlavní věže před Vévodkyninou (Lesní) zahradou a dále nového křídla, formálně označovaného jako Nové místnosti (Quartos Novos). To zahrnovalo jídelnu, která byla spolu s dalšími částmi dokončena za Mariina nástupce Josefa I. v roce 1770.
Během napoleonské invaze na Iberský poloostrov uprchla portugalská královská rodina do Brazílie a palác byl uzavřen. Dlouho po návratu královské rodiny do Portugalska začali král Karel I. a jeho manželka Amélie Orleánská podle návrhů Francouze Negriera renovovat Nové místnosti, aby zde mohli sídlit. Používali je nejdříve jako svou polooficiální rezidenci, poté se 1. února 1908 vrátili s královskou rodinou do Lisabonu, kde byl král vzápětí zavražděn.
5. října 1910 revoluce vedená republikány donutila královskou rodinu uprchnout do Anglie a královské rezidence byly uzavřeny. V roce 1932 zemřel v exilu král Manuel II. Portugalský a ve své závěti nařídil vytvoření nadace na ochranu královského majetku, což vedlo ke vzniku Nadace rodu Braganzů. V rámci jejího vzniku byl proveden systematický soupis a zhodnocení inventáře paláce, dokončený v roce 1938. V letech 1945-1952 po letech zanedbávání zahájilo DGMEN (Direcção Geral dos Edifícios e Monumentos Nacionais, Generální ředitelství budov a památek) práce na obnově paláce, doplněné opravami střechy v roce 1963.
Až 18. května 1984 byl palác otevřen veřejnosti, spolu s jednou z největších a nejpestřejších stálých expozic kočárů v Evropě. V letech 1985-1986 byla dokončena nová střecha středního křídla, následovaná v roce 1989 podobným projektem v Dětském křídle (Ala dos Moços).

## Architektura
Palác se nachází ve městě Vila Viçosa na plošině pod úpatím hradního kopce. Stojí na velkolepém nádvoří a sousedí s dalšími historickými budovami: Kostelem augustiniánů (Igreja dos Agostinhos), biskupským palácem (Paço do Bispo) a Klášterem Stigmat (Convento das Chagas). 
Velká pravoúhlá budova je orientovaná od východu k západu, má tři podlaží a nepravidelné lichoběžníkové boční křídlo orientované od severu a jihu, přičemž střecha nad různými částmi paláce je krytá různou krytinou. Hlavní průčelí je obloženo kvádrovaným zdivem z růžového estremozského mramoru se třemi podlažími a středním štítem proraženým dvěma hlavními vchody. Zbytek průčelí je členěn řadou obdélníkových oken, která harmonicky člení povrch v rytmickém klasickém vzoru, některá s půlkruhovými štíty a rámovanými římsami. Pilastry a architrávy definují horizontální a vertikální rámy mnoha oken a dodávají celé kompozici klasickou střízlivost.
Dámská zahrada zabírá srovnatelný prostor u rezidence a sestává ze symetrických záhonů vegetace doplněných sochami.

## Interiér
Do sídla se vstupuje vestibulem. Z něho vede hlavní mramorové schodiště s mramorovými stěnami a jsou zde fresky znázorňující Dobytí Azamoru v severní Africe v roce 1513 portugalskými vojsky pod velením Jaimeho, vévody z Braganzy. Na levé straně je vyobrazeno Vylodění (Desembarque), uprostřed Přípravy na obléhání (Preparativos do Cerco) a vpravo Dobytí pevnosti (Conquista da Praça).
V prvních letech 17. století získal palác dekorativní výzdobu, považovanou za jednu z nejbohatších kolekcí fresek v portugalském umění. Místnosti paláce jsou řazeny za sebou s jedinou chodbou spojující prostory.
Palác obsahuje řadu reprezentačních místností. Tapetový sál (Sala das Tapeçarias) je vyzdoben modro-bílými kachly azulejo ze 17. století, bílým mramorovým krbem, dlaždicovou podlahou a klenutým stropem s rostlinnými malbami. Několik sálů má malované stropy a modro-bílé či modro-žluté azulejos ze 17. století, například Sál obrů (Sala do Gigante) s freskami ze 16. století zobrazujícími biblický souboj Davida a Goliáše a znak vévodů z Braganzy, dále Oratoř vévodkyně (Oratório da Duquesa) a Sál Medúzy (Sala de Medusa) s freskou představující boj Medúzy a Persea. Malby jsou věrné estetickým kánonům italských manýristů.
Malby ovliněné maurskými motivy byly provedené mezi lety 1600 a 1640 různými mistry: Tomásu Luísovi, slavnému lisabonskému malíři, se připisují dvě pozoruhodné stropní dekorace v Sále Medúzy a galerii vévodkyně Kateřiny, José de Avelar Rebelo vymaloval stropy Hudebního pavilonu.
K dalším reprezentačním místnostem patří například Eduardův sál (Sala de D. Duarte) s malovaným stropem, Sál vévodů (Sala dos Duques) s portréty 17 vévodů z Braganzy, Sál ctností (Sala das Virtues) se stropními malbami zobrazujícími sedm teologických ctností, Jídelna (Sala de Jantar) s medailony zdobenými klasickými a mytologickými motivy a kaple (Sala dos Paramento/Órgãos) s malovaným klenutým stropem.
Hudební pavilon (Pavilhão da Música) se vymyká malovaným dřevěným stropem a stěnami ze žluto-modro-zeleno-červených azulejů ze 17. století znázorňujících příběh Tobiáše se znakem vévodů z Braganzy, signovaným FIAB.
V paláci jsou dále dva panely z dlaždic azulejos (1558) vytvořené vlámským umělcem Joanem Boagertsem v Antverpách. Další historické azulejos ze 17. století se nacházejí v Sále obrů a byly vyrobeny španělskou manufakturou Talavera de la Reina.